# گرداب (فیلم ۱۳۸۳)
گرداب فیلمی به کارگردانی و نویسندگی و تهیه‌کنندگی حسن هدایت محصول سال ۱۳۸۳ ایران است.
این فیلم اقتباسی از داستان کوتاه «گرداب» اثر صادق هدایت است.

## خلاصه فیلم
بهرام از دوستان صمیمی همایون خودکشی می‌کند و در وصیت نامه‌اش تمام ارث خود را به فرزند همایون می‌بخشد. این موضوع همایون را دچار شک و تردید می‌کند.

## بازیگران
- شهاب حسینی
- لاله اسکندری
- احمد نجفی
- خسرو دستگیر
- شاهرخ فروتنیان
- عاطفه سلحشور

## جشنواره‌ها
گرداب در نهمین دوره جشن خانه سینما کاندیدای بهترین چهره‌پردازی (محسن ملکی) بوده‌است.